# Мартин, Михол
Михо́л Ма́ртин (ирл. Mícheál Ó Máirtín, англ. Micheál Martin; род. 1 августа 1960, Корк, Ирландия) — ирландский политический, государственный и партийный деятель, лидер партии Фианна Файл, премьер-министр Ирландии с 27 июня 2020 года по 17 декабря 2022 года и с 23 января 2025 года.

## Биография
Сын боксёра-любителя Пэдди Мартина, который привил Михолу любовь к спорту. В возрасте 12 лет играл за школьную футбольную команду, а в 1978 году играл за юношескую команду графства. В 1985 году возглавил молодёжную организацию партии Фианна Файл. Преподавал в родном Корке в школе святого Киарана, где являлся также представителем ирландского профсоюза школьных учителей (ASTI) (Мартин окончил Королевский колледж Христа в Корке).

### Политическая карьера
В 1985 году избран в городское самоуправление Корка, в 1989 году — в Палату представителей Ирландии (Дойл Эрен), а в 1992—1993 годах являлся мэром Корка. В 1997—2000 годах занимал должность министра образования, с 2000 по 2004 — министра здравоохранения.
С 2004 года — министр предпринимательства, торговли и занятости.
24 мая 2007 года парламентские выборы принесли победу партии Фианна Файл, хотя и с худшим результатом по сравнению с итогами предыдущих выборов 2002 года (она получила 78 депутатских мест вместо прежних 81). По итогам этих выборов было достигнуто коалиционное соглашение между Фианна Файл, Зелёной партией и Прогрессивными демократами, и в новом кабинете Берти Ахерна Мартин остался в прежней должности.
7 мая 2008 года он получил портфель министра иностранных дел при формировании правительства Брайана Коуэна.
18 января 2011 года вышел из правительства в знак протеста против решения Фианна Файл оставить Коуэна во главе партии (при этом парламентский организатор отказался объявить конкретный исход голосования, сообщив только общий результат — вотум доверия Коуэну).
26 января 2011 года избран лидером Фианна Файл (в этот же день правительство Коуэна продолжило работу, но лишь после одобрения нижней палатой парламента билля об установлении 90 % налога на бонусы руководства банков).

### Лидер оппозиции
25 февраля 2011 года в Ирландии состоялись обусловленные тяжёлым финансово-экономическим кризисом досрочные парламентские выборы, в результате которых Фианна Файл лишилась большинства, и 9 марта Мартин возглавил оппозицию в парламенте.
Парламентские выборы 2016 года не стали для Фианна Файл победными, но кардинально улучшили положение партии — она получила 44 депутатских кресла из 158, более чем вдвое увеличив своё представительство.
8 февраля 2020 года состоялись новые парламентские выборы, которые принесли Фианна Файл относительную победу (уступив по количеству поданных голосов Шинн Фейн — 22,2 % против 24,5 % — партия получила 38 из 160 мест в Дойл Эрен, сформировав самую многочисленную фракцию). В своём многомандатном округе Корк Саут-Сентрал Мартин подтвердил депутатский мандат, получив 19,29 % голосов первого предпочтения и оставшись по итогам семи этапов подсчёта бюллетеней на втором месте из четырёх (лучший результат показал кандидат партии Шинн Фейн — 24,6 % голосов первого предпочтения).

### Премьер-министр Ирландии (2020—2022)
27 июня 2020 года по завершении четырёхмесячных переговоров Мартин возглавил новое правительство, впервые в ирландской истории поддержанное коалицией вечных соперников — Фианна Файл и Фине Гэл (с момента обретения независимости Ирландией в 1922 году эти две партии неизменно чередовались у власти).

### Деятельность в следующих правительствах
17 декабря 2022 года в соответствии с межпартийным соглашением Мартин ушёл в отставку, лидер Фине Гэл Лео Варадкар вернулся на пост премьер-министра, а Мартин получил в его правительстве портфели вице-премьера, министра иностранных дел и министра обороны.
24 марта 2024 года после отставки Варадкара новым лидером Фине Гэл был избран Саймон Харрис, и 9 апреля 2024 года парламент утвердил его в должности премьер-министра. В новом правительстве Михол Мартин сохранил свои прежние министерские портфели.

### Премьер-министр Ирландии (с 2025)
29 ноября 2024 года состоялись парламентские выборы, по итогам которых относительную победу с результатом 21,9 % одержала партия Фианна Файл, получившая 48 депутатских мест из 174. На второе место вышла Шинн Фейн, которой достались 39 мандатов, и голосов Фианна Файл и Фине Гэл оказалось недостаточно для обеспечения абсолютного парламентского большинства.
23 января 2025 года Дойл Эрен проголосовал за наделение Михола Мартина полномочиями премьер-министра (95 голосов «за», 76 — «против»). В тот же день утверждён персональный состав правительства.

## Личная жизнь
Михол Мартин состоит в браке с 1990 года, жена — Мэри, в их семье трое детей, сыновья Микал Эй (Micheal Aodh) и Киллиан (Cillian), а также дочь Ива (Aoibhe). Их сын Рори (Ruairí) умер в младенческом возрасте в 1999 году. В 2010 году в лондонской детской больнице Грейт Ормонд Стрит Хоспитал от кардиологического заболевания умерла их семилетняя дочь Лиана. Увлекается спортом. По образованию учитель.

## Награды
- Орден князя Ярослава Мудрого II степени (4 сентября 2023 года, Украина) — за весомый личный вклад в укрепление межгосударственного сотрудничества, поддержку государственного суверенитета и территориальной целостности Украины, популяризацию Украинского государства в мире[27]